# Julio Herrera Velutini
 (mai 2018).
Julio Martin Herrera Velutini, né le 15 décembre 1971, est un banquier international.  

## Origines et éducation
Fils d'une grande famille banquière du Venezuela, Julio Herrera Velutini a fait sa scolarité à l'École Américaine de Suisse et ses études supérieures à l'Université Centrale du Venezuela d'où il sort diplômé en 1990.

## Carrière
Il est fondateur et dirigeant de nombreuses institutions financières internationales, parmi lesquelles la Banco de Desarrollo del Microempresario, qui devient la Banco Real, Banco de Desarrollo C.A. dont il est président,, et la Bancredito Internacional Bank Corporation qu'il préside également.